# SlimRom
SlimRom (auch Slim6, SlimLP, SlimKat oder SlimBean) ist ein Android-Custom-ROM. Hauptmerkmal sind die vielen Einstellungsmöglichkeiten der Benutzeroberfläche.
Seit dem 2. September 2015 ist SlimRom eine LTD in Großbritannien, nachdem zuvor versucht worden war, einen e. V. in Deutschland zu gründen.

## Merkmale
Der Name der aktuellen SlimRom-Version setzt sich meist aus Slim und dem Codenamen der verwendeten Androidversion zusammen. Eine Ausnahme bildet hiervon die aktuelle Version mit dem Namen Slim6 (Android-Version: Marshmallow).
Einige dieser Merkmale sind seit SlimLP nicht mehr in der SlimRom enthalten. Die Ursache ist in den meisten Fällen die Änderung der Benutzeroberfläche von Android mit der Einführung des Material Designs für Android 5.0 und aufwärts.

### Seit SlimLP nicht mehr vorhandene Merkmale

#### TRDS
Mit der „The real dark Slim“-Option (TRDS) wurden dunkle Hintergründe im Menü bei den Versionen SlimKat und SlimBean tiefschwarz und nicht wie z. B. bei Stock-Android dunkelgrau gefärbt. Weiterhin wurden einige Google-Apps teilweise invertiert. Die hellen Hintergründe wurden dadurch schwarz und die Schrift verfärbte sich weiß. Diese Option konnte wahlweise auch abhängig von den Lichtverhältnissen automatisch angepasst werden.

#### SlimPie
Mit SlimPIE gab es ein an CyanogenMods CM Pie angelehntes anpassbares Menü, welches bei Berührung am Bildschirmrand halbkreisförmig auftauchte. Hierdurch wurden Shortcuts zu Apps oder Funktionen ohne das Navigieren durch Menüs ermöglicht.

#### Dialer
Der Dialer von SlimRom ermöglicht das Durchsuchen von Telefonbüchern und zeigt zusätzlich bei eingehenden Anrufen entsprechende Telefonbucheinträge an. Diese Funktion steht jedoch nur in Kanada und den USA zur Verfügung.

#### Shake Events
Durch Shake Events konnte der Nutzer bestimmte Apps starten oder das Gerät sperren, wenn er es schüttelte. Hierbei konnte eingestellt werden, ob zwischen horizontalem und vertikalem Schütteln unterschieden werden soll.

#### Kamera
Die Kamera wurde um die Funktionen SmartCapture und TrueView ergänzt. Ersteres soll besonders kurze Auslösezeiten ermöglichen, Letzteres soll die gesamte von der Kamera erfasste Fläche anzeigen.

### Hiervon nicht betroffene Merkmale

#### Google-Apps
Aus lizenzrechtlichen Gründen sind – wie bei fast allen Custom-ROMs – die Google-Apps nicht vorinstalliert, diese können jedoch per Recovery (z. B. TWRP) nachinstalliert werden.

#### Launcher
Standardmäßig sind der Google Now Launcher und der Slim Launcher installiert, beim ersten Einrichten entscheidet sich der Benutzer für einen der beiden. Ein besonderes Merkmal der SlimRom sind die detaillierten Einstellungsmöglichkeiten der graphischen Oberfläche: Unter anderem können die Startleiste und das Schnelleinstellungenmenü verändert werden, so können Einträge ergänzt und entfernt werden. Zusätzlich besteht die Möglichkeit, bei einzelnen Einträgen wie dem Power-Menü und der Statusleiste die Farbe und teilweise – wie beim Akkusymbol – auch die Form anzupassen.
Auch kann das Verhalten von Animationen beim Scrollen durch Menüs eingestellt werden. Dem Nutzer stehen etwa 10 verschiedene Animationen zur Auswahl.

#### SlimRecents
Auch das Menu der kürzlich genutzten Anwendungen wurde überarbeitet und in SlimRecents umbenannt. Es erscheint eine Seitenleiste, die die zuletzt benutzten Anwendungen zeigt. Eine Besonderheit von SlimRom ist, dass es auch auf der linken Seite des Bildschirms angezeigt werden kann, um z. B. Linkshändern eine bessere Bedienung des Gerätes zu ermöglichen.

#### Privacy Guard
SlimRom besitzt einen sogenannten Privacy Guard, der es ermöglicht Apps nachträglich Berechtigungen zu entziehen. Hierdurch werden potentielle Sicherheitsrisiken durch zu viele Berechtigungen seitens der Entwickler verhindert.

#### Root-Zugriff
Der Superuser ist verfügbar, allerdings muss dieser erst in den Entwickleroptionen freigeschaltet werden. Eine Rechteverwaltung ist bereits vorinstalliert, sodass eine Nachinstallation von entsprechenden Apps entfällt. Superuser wird in SlimLP jedoch durch CyanogenMods PrivacyGuard ersetzt.

#### Benachrichtigungen
SlimRom ermöglicht es den Nutzern, sich Benachrichtigungen als Balken am oberen oder unteren Displayrand anzeigen zu lassen. Diese Option ist standardmäßig deaktiviert und muss manuell für jede App einzeln aktiviert werden. Eine weitere Anpassungsmöglichkeit der Custom-ROM ist die Möglichkeit, Apps oder Kontakte in der Benachrichtigungsleiste anzeigen zu lassen.

### Mit SlimLP neu eingeführtes Merkmal

#### Slim Dim
Mit SlimDim kann die Navigationsleiste bei Inaktivität auf ein vom Endgerätenutzer gewünschtes Niveau gedimmt werden, wodurch die Knöpfe nicht mehr so stark auffallen sollen. Bei Berührung in der Nähe der Buttons leuchten diese wieder auf.

## Verfügbarkeit
Zurzeit werden 60 verschiedene Geräte unterstützt, eine Liste ist auf der ehemaligen Projektseite einsehbar. Jedoch kann nur für circa 25 Geräte die neueste Version der ROM auf der Projektseite heruntergeladen werden.